# Kicsinyek kórusa (Bárdos)
A Kicsinyek kórusa Bárdos Lajos kétszólamú gyermekkarra írt műve. 32 dal, többségük népdalfeldolgozás három füzetben.
A listában [szögletes zárójelben] a műdal szövegírója. (Gömbölyű zárójelben) a szöveg eleje nagybetűvel kezdve, ha a cím nem azonos a szövegkezdettel; kisbetűvel a cím folytatása. A szövegek az eredeti helyesírással.

## I. füzet
1. A szántói híres ucca

 2. Ugyan, édes komámasszony

 3. Hej ide Bella

 4. Megjött már a fecskemadár (fészket rakott nálunk)

 5. Mit visztek (a selyemsátorban)

 6. Menyasszony, vőlegény

 7. Az árgyélus kis madár

 8. Csütörtökön virradóra (megy a lányka a folyóra)

 9. Kis kacsa fürdik

10. Elment a lúd (vándorolni)

11. Nem láttam én molnárcsókot

12. Nád a házam teteje

13. Jázminbokor kihajlik az uccára

14. Ettem szőlőt, most érik

15. Elszaladt a kemence

16. Egy boszorka van (tót dudások)

## II. füzet
Alcím: Hét ének kétszólamra. Dalszámozás nincs, de az oldalszámozás folytatódik az I. füzetből.
- Kender-nóta (Kerényi „Száz népi játékdal”-ából )
- Tücsöklakodalom (Tolnamegyei népdal Bartók Béla gyüjtéséből)
- Szőlőhegyen körösztűl (Három vidám népdal Bartók Béla gyüjtéséből)
  - Ha Dunáról fúj a szél
  - Lám megmondtam kis madár
  - Virágéknál ég a világ
- Kossuth-huszár tánca (Huszárgyerek, huszárgyerek)
- Békák : Brekeke, brekeke, kicsi kocsi kereke

## III. füzet
Alcím: Kilenc ének két szólamra. Dalszámozás nincs, de az oldalszámozás folytatódik a II. füzetből.
1. Napfényes utakon [Vargha Károly] (Szívünk mélye új lánggal ég)[1]
2. Ringató [Weöres Sándor] (Világvégi kopárfa)
3. Rózsafa (Kiskertemnek a végiben)
4. Kis kertet kerítettem (bele rózsát…)
5. Márton (hová mégy a kocsidon?)
6. Bújj be béka (bújj be)
7. Sátoros cigányok  (Esik esső, dörög az ég)
8. Dínom-dánom [Weöres Sándor] (Azért hogy én eszem iszom)
9. Búcsú a tábortól [Vaskó Andor] (Hűvös az éj, vége van a nyárnak)